# Autobahndreieck Kassel-Süd
Das Autobahndreieck Kassel-Süd (Abkürzung: AD Kassel-Süd; Kurzform: Dreieck Kassel-Süd, bis 2003 Kasseler Kreuz) ist ein Autobahndreieck in Hessen bei Kassel. Es verbindet die Bundesautobahn 7 (Flensburg – Hannover – Füssen; E 45) mit der Bundesautobahn 44 (Aachen – Kassel; E 331).

## Geographie
Das Dreieck liegt auf den Gemeindegebieten von Fuldabrück, Lohfelden und Söhrewald im Landkreis Kassel. Nächstgelegene Stadtteile sind Bergshausen, Dennhausen und Dittershausen (alle zu Fuldabrück gehörig), sowie Crumbach, das zu Lohfelden gehört. Es befindet sich etwa 7 km südlich der Kasseler Innenstadt, etwa 145 km östlich von Dortmund und etwa 45 km nordwestlich von Bad Hersfeld.
Unweit des Dreiecks befindet sich die Fulda, die von der A 44 durch die Fuldatalbrücke Bergshausen überquert wird.
Es befindet sich am westlichen Rand des Geo-Naturparks Frau-Holle-Land (Werratal.Meißner.Kaufunger Wald).
Das Autobahndreieck Kassel-Süd trägt auf der A 7 die Anschlussstellennummer 80, auf der A 44 die Nummer 70.

## Geschichte
Die ursprünglichen Planungen sahen ein Autobahnkreuz in Form einer Doppeltrompete vor. Entgegen diesen Planungen wurde die A 44 nicht hier in östlicher Richtung verlängert, sondern erst circa sieben Kilometer nördlich an der Anschlussstelle Kassel-Ost. Die aus diesem Grund bereits errichteten Brückenbauwerke der südlichen Trompete wurden zurückgebaut und schließlich im Jahre 1999 abgerissen.

## Bauform und Ausbauzustand
Die A 44 ist vierstreifig ausgebaut, die A 7 in Fahrtrichtung Süden sechsstreifig. Zwischen 2016 und ungefähr 2023 wurde die A 7 in Fahrtrichtung Norden von sechs auf acht Fahrstreifen erweitert. Die Verbindungsrampe von der A 7-Nord zur A 44 ist einspurig und wurde 2021 umgebaut. Die restlichen Verbindungsrampen sind zweispurig ausgeführt.
Das Autobahndreieck wurde als rechtsgeführte Trompete angelegt.
Etwas versteckt im Wald ist etwas südlich eine alte Verkehrsführung zu erkennen. Diese wird aktuell zum Teil noch als Lagerplatz benutzt.
Aktuell wird ein Neubau des AD Kassel-Süd geplant, verbunden mit dem sechsstreifigen Ausbau der A44 und dem Neubau der Bergshäuser Brücke. Dagegen wendet sich eine Bürgerinitiative.

## Verkehrsaufkommen
Das Dreieck wird täglich von rund 100.000 Fahrzeugen befahren.
| Von                   | Nach                | Durchschnittliche tägliche Verkehrsstärke | Anteil Schwerlastverkehr |
| --------------------- | ------------------- | ----------------------------------------- | ------------------------ |
| AK Kassel-Mitte       | AD Kassel-Süd (A 7) | 77.900                                    | 18,0 %                   |
| AD Kassel-Süd         | AS Guxhagen (A 7)   | 73.500                                    | 19,7 %                   |
| AK Kassel-West (A 44) | AD Kassel-Süd       | 48.300                                    | 23,9 %                   |